# Planodiscus hirsuta
Planodiscus hirsuta es una especie de arácnido del orden Mesostigmata de la familia Uropodidae.

## Distribución geográfica
Se encuentra en Estados Unidos.